# Павло Сулима
Павло Іванович Сулима (? — після 1662) — український військовий діяч доби Гетьманщини. Переяславський полковник (1661).

## Життєпис
Син переяславського полковника Івана Івановича Сулими. Внук запорозького гетьмана Івана Михайловича Сулими. Учасник Хмельниччини.
Під час московсько-української війни 1658-1659 років разом з батьком підтримував гетьмана Івана Виговського. Проте у 1660 році виступив проти переходу у підданство Речі Посполитої.
Був прибічником Якима Сомка. У 1661 році деякий час очолював Переяславський полк, після обрання Сомка гетьманом. Брав участь в обороні Переяслава від військ правобережного гетьмана Юрія Хмельницького та кримських татар Мегмеда IV Ґерая у 1661-1662 роках.
Подальша доля невідома. Ймовірно, страчений або засланий до Сибіру після Чорної ради у 1663 році.